# Gertrude Flynn
Pour les articles homonymes, voir Flynn.
Gertrude Flynn, née le 14 janvier 1909 à New York (État de New York) et morte le 16 octobre 1996 à Columbia (Caroline du Sud), est une actrice américaine.

## Biographie
Née à New York, Gertrude Flynn y débute au théâtre à Broadway en 1929, Là, elle joue dans dix-huit pièces, dont La Lune dans le fleuve jaune de William Denis Johnston (1932, avec Henry Hull et Claude Rains), Noé d'André Obey (1935, avec Pierre Fresnay dans le rôle-titre et Norman Lloyd), Romantic Mr. Dickens de H. H. et Marguerite Harper (1940, avec Robert Keith dans le rôle-titre) et La Harpe d'herbes, adaptation par Truman Capote de son roman éponyme (sa dernière pièce à Broadway, 1952, avec Mildred Natwick et Russell Collins).
Au cinéma, elle contribue à seize films (majoritairement américains, le premier étant La Comtesse aux pieds nus de Joseph L. Mankiewicz (1954, avec Ava Gardner et Humphrey Bogart. Suivent notamment Guerre et Paix de King Vidor (1956, avec Audrey Hepburn et Mel Ferrer), le western Le Mercenaire de minuit de Richard Wilson (1964, avec Yul Brynner et Janice Rule), ou encore le film musical Funny Girl de William Wyler (1968, avec Barbra Streisand et Omar Sharif). Son dernier film sort en 1984.
À la télévision américaine, elle apparaît dans quarante-et-une séries entre 1953 et 1987, dont Alfred Hitchcock présente (deux épisodes, 1959-1960), Perry Mason (quatre épisodes, 1960-1966), Drôles de dames (un épisode, 1976) et Pour l'amour du risque (un épisode, 1982).
S'ajoutent quatre téléfilms, le premier diffusé en 1975, le dernier en 1986.
Gertrude Flynn meurt en 1996, à 87 ans.

## Théâtre à Broadway (intégrale)
- 1929-1930 : The Unsophisticates de (et produite par) Harry Delf : Phyllis
- 1930 : Penal Law 2010 d'Alexander Gerry et Augusta Greely : Lucy Van Dam
- 1931 : Gasoline Gypsies de Charles Conger Stewart : Ruth Warren
- 1931 : Three Times the Hour de Valentine Davies : Hildah Lovering
- 1932 : La Lune dans le fleuve jaune (The Moon in the Yellow River) de William Denis Johnston, mise en scène de Philip Moeller : Blanaid
- 1933 : American Dream de George O'Neil, mise en scène de Philip Moeller : Celia / Amarylils
- 1933 : Man Bites Dog de Don Lochbiler et Arthur Barton : Helen Lee
- 1934 : Biography de S. N. Behrman, mise en scène de Philip Moeller, décors de Jo Mielziner : Slade Kinnicott
- 1934 : Jigsaw de Dawn Powell, mise en scène de Philip Moeller : Julie
- 1934 : A Sleeping Clergyman de James Bridie, mise en scène de Philip Moeller : Minnie
- 1934 : Mother Lode de Dan Totheroh et George O'Neil, mise en scène de Melvyn Douglas : Julia Musette
- 1935 : Noé (Noah) d'André Obey, adaptation d'Arthur Wilmurt : Ada
- 1935-1936 : One Good Year de Stephen Gross et Lin S. Root : Anne
- 1936 : Le Puritain (The Puritan), adaptation du roman éponyme de Liam O'Flaherty par Chester Erskine, mise en scène et production de ce dernier : Kitty
- 1937 : Marching Song de John Howard Lawson, décors de Howard Bay : Rose Graham
- 1940 : Romantic Mr. Dickens de H. H. et Marguerite Harper : Dora Spenlow-Winter
- 1941 : The Distant City d'Edwin B. Self, costumes d'Helene Pons : Edna Scott
- 1952 : La Harpe d'herbes (The Grass Harp), adaptation par Truman Capote de son roman éponyme, musique de scène de Virgil Thomson, décors et costumes de Cecil Beaton : la femme du boulanger

## Filmographie

### Cinéma (sélection)
(films américains, sauf mention contraire)
- 1954 : La Comtesse aux pieds nus (The Barefoot Contessa) de Joseph L. Mankiewicz : Lulu McGee
- 1956 : Scandale à Milan (Difendo il mio amore) de Giulio Macchi (film franco-italien) : la directrice de l'école
- 1956 : Guerre et Paix (War and Peace) de King Vidor : Mariya Peronskaya
- 1957 : Ombres sous la mer (Boy on a Dolphin) de Jean Negulesco : Mlle Dill
- 1957 : La Blonde enjôleuse (La ragazza del Palio) de Luigi Zampa (film italien) : la mère de Diana
- 1958 : Je veux vivre ! (I Want to Live!) de Robert Wise : la geôlière en chef à San Quentin
- 1959 : Ils n'ont que vingt ans (A Summer Place) de Delmer Daves : Mme Carter
- 1961 : La Soif de la jeunesse (Parrish) de Delmer Daves : Mlle Daly
- 1962 : Amours à l'italienne (Rome Adventure) de Delmer Daves : Mme Riggs
- 1963 : Le Piment de la vie (The Thrill of It All) de Norman Jewison : Céline
- 1964 : Le Mercenaire de minuit (Invitation to a Gunfighter) de Richard Wilson : Hannah Guthrie
- 1965 : Daisy Clover (Inside Daisy Clover) de Robert Mulligan : l'infirmière de Daisy
- 1967 : La Vallée des poupées (Valley of the Dolls)  de Mark Robson : la gérante des toilettes pour femmes
- 1968 : Funny Girl de William Wyler : Mme O'Malley
- 1968 : Le Fantôme de Barbe-Noire (Blackbeard's Ghost) de Robert Stevenson : Mme Starkey

### Télévision

#### Séries (sélection)

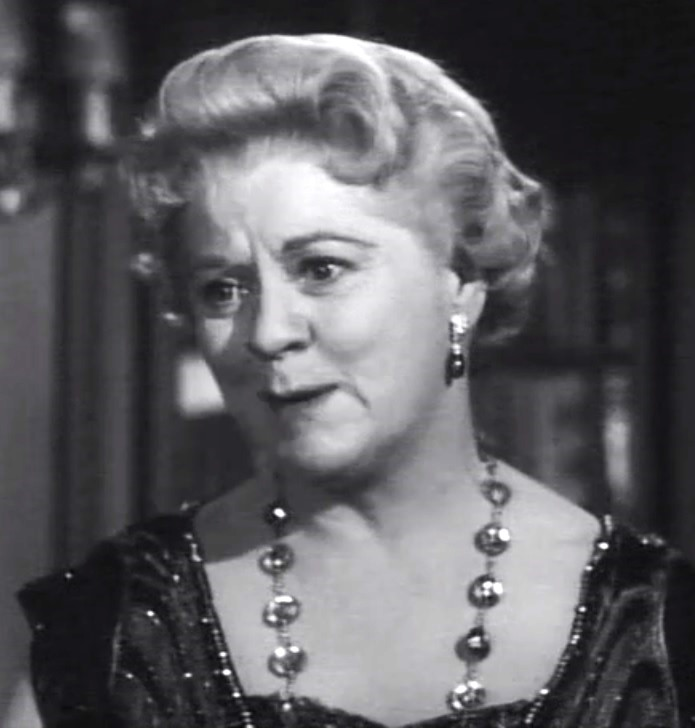
Dans The Lawless Years, épisode The Morrison Story (1959)

- 1954 : Sherlock Holmes, saison unique, épisode 5 Le Fantôme farceur (The Case of the Belligerent Ghost) de Sheldon Reynolds : Maggie Blake
- 1959 : Peter Gunn, saison 1, épisode 21 Scuba de Boris Sagal : Mme « J »
- 1959 : The Lawless Years (en), saison 1, épisode 3 The Jane Cooper Story (Mme Coloper) et épisode 17 The Morrison Story (Jane Morrison)
- 1959-1960 : Alfred Hitchcock présente (Alfred Hitchcock Presents)
  - Saison 4, épisode 24 Trafic de bijoux (The Avon Emeralds, 1959) de Bretaigne Windust : Tante Catherine Sedley
  - Saison 5, épisode 33 La Commère (Party Line, 1960) de Hilton A. Green : Betty Nubbins
- 1959-1961 : Maverick
  - Saison 2, épisode 22 Brasada Spur (1959) de Paul Henreid : Dorritt McGregor
  - Saison 4, épisode 28 The Forbidden City (1961) de Richard C. Sarafian : Nettie Moss
  - Saison 5, épisode 2 The Art Lovers (1961) de Michael O'Herlihy : Rheba Sutton
- 1959-1967 : Gunsmoke ou Police des plaines (Gunsmoke ou Marshal Dillon)
  - Saison 5, épisode 13 Box O'Rocks (1959) de R. G. Springsteen : Mme Blouze
  - Saison 11, épisode 28 By Line (1966) : Essie Benlan
  - Saison 13, épisode 13 Rope Fever (1967) : une citoyenne
- 1960-1966 : Perry Mason
  - Saison 3, épisode 25 The Case of the Irate Inventor (1960) de Gerald Mayer : Mme Nicholas
  - Saison 6, épisode 14 The Case of the Bluffing Blast (1963) : Sylvia Lambert
  - Saison 7, épisode 8 The Case of the Floating Stones (1963) de Don Weis : Agatha Culpepper
  - Saison 9, épisode 18 The Case of the Golfer's Gambit (1966) de Jesse Hibbs : Rosalind / Mme Hedrick
- 1961 : La Quatrième Dimension (The Twilight Zone), saison 2, épisode 28 Y a-t-il un Martien dans la salle ? (Will the Real Martian Please Stand Up?) : Rose Kramer
- 1961-1963 : Le Jeune Docteur Kildare (Dr. Kildare)
  - Saison 1, épisode 6 Admitting Service (1961) d'Elliot Silverstein et épisode 7 The Lonely Ones (1961) de John Brahm : Eleanor Quayle
  - Saison 2, épisode 20 A Tangled Web (1963) de Robert Gist : une technicienne
- 1962 : Adèle (Hazel), saison 1, épisode 20 The Investment Club de William D. Russell : Hilda
- 1963-1965 : Suspicion (The Alfred Hitchcock Hour)
  - Saison 1, épisode 18 A Tangled Web (1963) d'Alf Kjellin : Ethel Chesterman
  - Saison 2, épisode 3 Terror at Northfield (1963) de Harvey Hart : Flora Sloan
  - Saison 3, épisode 27 The Second Wife (1965) de Joseph M. Newman : Peggy Gilfoye
- 1965-1966 : Des jours et des vies, feuilleton, épisodes (sans titres) 14-15-16-18 (1965) et 48-49 (1966) : Anna Sawyer
- 1968 : Sur la piste du crime (The F.B.I.), saison 3, épisode 24 The Mechanized Accomplice de Lewis Allen : Ruth Kolner
- 1968 : Hawaï police d'État (Hawaii Five-0), épisode pilote Le Cocon (Cocoon) de Paul Wendkos : la propriétaire
- 1970 : Médecins d'aujourd'hui (Medical Center), saison 1, épisode 21 The Professional de Bernard McEveety : Mme Sorenson
- 1973 : The Bold Ones: The New Doctors, saison 4, épisode 10 A Purge of Madness de Marvin J. Chomsky : Mme Ross
- 1976 : Drôles de dames (Charlie's Angels), saison 1, épisode 12 Kelly entend des voix (The Seance) : Grace Rodeheaver
- 1977 : La croisière s'amuse (The Love Boat), saison 1, épisode 1 Une traversée de chien (Captain and the Lady/Centerfold/One if by Land…) de Richard Kinon, Stuart Margolin et Alan Rafkin : Mme Pendleton
- 1978 : La Conquête de l'Ouest (How the West was Won), saison 2, épisode 8 Deek, épisode 9 The Judge et épisode 11 Brothers de Bernard et Vincent McEveety : Clara
- 1979 : Huit, ça suffit ! (Eight is Enough), saison 3, épisode 24 Tel père, telle fille (Dads, Daughters, Different Drummers) : Mme Walker
- 1981 : Lou Grant, saison 4, épisode 15 Venice de Paul Stanley : la vieille dame
- 1982 : Vivre à trois (Three's Company), saison 6, épisode 25 Up in the Air : Mme Peabody
- 1982 : Pour l'amour du risque (Hart to Hart), saison 4, épisode 3 Quand la fortune sourit à Jennifer (Million Dollar Harts) de Harry Winer : la vieille dame
- 1984 : Capitaine Furillo (Hill Streets Blues), saison 5, épisode 1 Canicule (Mayo, Hold the Pickle) : Mme Parsons
- 1986 : La Cinquième Dimension (The New Twilight Zone), saison 1, épisode 19 Le Convoi de la mort, 2e partie (Dead Run) : la vieille dame

#### Téléfilms (intégrale)
- 1975 : Ladies in the Corridor de Robert Stevens : Mary Linscott
- 1978 : Barghast : Les Chiens de l'enfer (Devil Day: The Hound of Hill) de Curtis Harrington : la commerçante
- 1985 : Dans des griffes de soie (Seduced) de Jerrold Freedman : Mme Youngquist
- 1986 : Something in Common de Glenn Jordan : Tante Celia